# Xapian
Xapian — библиотека с открытым исходным кодом для полнотекстового поиска.

Может использоваться совместно с Perl, Python, PHP, Java, Tcl, C#, Ruby, Lua.
Используется во многих операционных системах: Linux, Mac OS X, FreeBSD, NetBSD, OpenBSD, Solaris, HP-UX, Tru64, IRIX, Microsoft Windows.
Среди программ-клиентов: Recoll.

## Основные возможности
- Транзакции
- Одновременный поиск и обновления
- Ранжированный поиск — лучшие результаты показываются первыми
- Поиск фраз
- Поисковые запросы с использованием метасимволов («race AND condition NOT horse», «wiki*»)
- Синонимы
- Omega — веб-приложение для поиска